# Енід (Оклахома)
Енід (англ. Enid) — місто (англ. city) в США, адміністративний центр округу Гарфілд штату Оклахома. Населення — 51 308 осіб (2020).

## Географія
Місто розташоване на північному заході Оклахоми, у східній частині Великих рівнин, за 113 кілометрів на північ від Оклахома-Сіті. Енід розташований за координатами 36°24′20″ пн. ш. 97°52′12″ зх. д. / 36.40556° пн. ш. 97.87000° зх. д. (36.405687, -97.869862).  За даними Бюро перепису населення США в 2010 році місто мало площу 191,03 км², з яких 190,82 км² — суходіл та 0,21 км² — водойми.

### Клімат
| Клімат : Енід           | Клімат : Енід | Клімат : Енід | Клімат : Енід | Клімат : Енід | Клімат : Енід | Клімат : Енід | Клімат : Енід | Клімат : Енід | Клімат : Енід | Клімат : Енід | Клімат : Енід | Клімат : Енід | Клімат : Енід |
| Показник                | Січ.          | Лют.          | Бер.          | Квіт.         | Трав.         | Черв.         | Лип.          | Серп.         | Вер.          | Жовт.         | Лист.         | Груд.         | Рік           |
| Абсолютний максимум, °C | 28,9          | 33,3          | 37,8          | 38,3          | 40,0          | 43,9          | 46,1          | 47,8          | 42,8          | 37,8          | 33,3          | 29,4          | 47,8          |
| Середній максимум, °C   | 7,6           | 10,4          | 15,3          | 21,0          | 26,3          | 31,4          | 34,7          | 34,0          | 29,3          | 22,2          | 14,7          | 8,1           | 21,3          |
| Середній мінімум, °C    | −4,2          | −2,2          | 2,3           | 7,9           | 14,2          | 19,2          | 22,0          | 21,2          | 16,3          | 9,3           | 2,6           | −3            | 8,9           |
| Абсолютний мінімум, °C  | −25,6         | −28,9         | −17,8         | −7,8          | −2,2          | 6,1           | 10,0          | 7,2           | 0,6           | −8,3          | −12,8         | −23,3         | −28,9         |
| Норма опадів, мм        | 27            | 38            | 72            | 78            | 110           | 132           | 71            | 87            | 79            | 89            | 52            | 36            | 871           |
| Днів з дощем            | 5             | 6             | 8             | 7             | 9             | 9             | 7             | 7             | 7             | 7             | 6             | 6             | 84,0          |
| ----------------------- | ------------- | ------------- | ------------- | ------------- | ------------- | ------------- | ------------- | ------------- | ------------- | ------------- | ------------- | ------------- | ------------- |
| Джерело: weather.com    |               |               |               |               |               |               |               |               |               |               |               |               |               |

## Демографія
Згідно з переписом 2010 року, у місті мешкало 49 379 осіб у 19 726 домогосподарствах у складі 12 590 родин. Густота населення становила 258 осіб/км².  Було 21936 помешкань (115/км²).
Расовий склад населення:
| - 81,6 % — білих - 3,6 % — чорних або афроамериканців - 2,3 % — корінних американців - 2,2 % — вихідців з тихоокеанських островів - 1,1 % — азіатів - 5,4 % — осіб інших рас |

До двох чи більше рас належало 3,8 %. Частка іспаномовних становила 10,3 % від усіх жителів.
За віковим діапазоном населення розподілялося таким чином: 24,7 % — особи молодші 18 років, 60,1 % — особи у віці 18—64 років, 15,2 % — особи у віці 65 років та старші. Медіана віку мешканця становила 36,0 року. На 100 осіб жіночої статі у місті припадало 96,2 чоловіків;  на 100 жінок у віці від 18 років та старших — 94,7 чоловіків також старших 18 років.
Середній дохід на одне домашнє господарство  становив 61 082 долари США (медіана — 46 365), а середній дохід на одну сім'ю — 70 179 доларів (медіана — 55 251). Медіана доходів становила 43 715 доларів для чоловіків та 28 547 доларів для жінок. За межею бідності перебувало 13,6 % осіб, у тому числі 19,7 % дітей у віці до 18 років та 7,1 % осіб у віці 65 років та старших.
Цивільне працевлаштоване населення становило 22 527 осіб. Основні галузі зайнятості: освіта, охорона здоров'я та соціальна допомога — 23,0 %, роздрібна торгівля — 12,1 %, мистецтво, розваги та відпочинок — 8,9 %, сільське господарство, лісництво, риболовля — 8,4 %.

## Відомі особистості
У поселенні народилась:
- Гленда Фаррелл (1904-1971) — американська актриса
- Леона Мітчелл (* 1949) — американська оперна співачка.